# 圣吕菲娜
圣吕菲娜（法語：Sainte-Ruffine，法語發音：[sɛ̃t ʁyfin]）是法国摩泽尔省的一个市镇，属于梅斯区。

## 地理
圣吕菲娜（49°6'19"N, 6°5'44"E）面积0.71 平方千米，位于法国大東部大區摩泽尔省，该省份为法国东北部内陆省份，是洛林的一部分，西南接默尔特-摩泽尔省，东临下莱茵省，北与卢森堡和德国接壤。
与圣吕菲娜接壤的市镇（或旧市镇、城区）包括：沙泰勒圣日耳曼、瑞西、穆兰莱梅斯、罗泽里约勒。

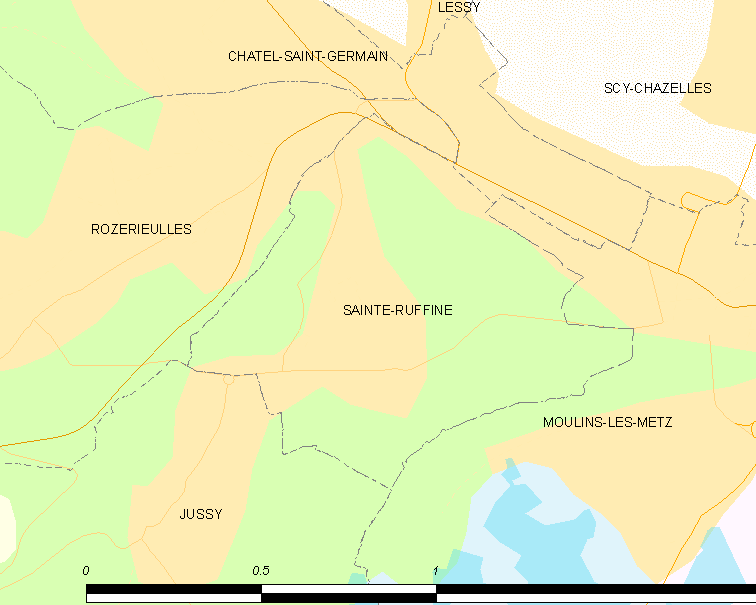
圣吕菲娜的OSM定位图

圣吕菲娜的时区为UTC+01:00、UTC+02:00（夏令时）。

## 行政
圣吕菲娜的邮政编码为57130，INSEE市镇编码为57624。

## 政治
圣吕菲娜所属的省级选区为摩泽尔山坡县。

## 人口

1962-2008年间圣吕菲娜人口变化图示

圣吕菲娜于2022年1月1日时的人口数量为605人。